# Dorsal mesoatlántica

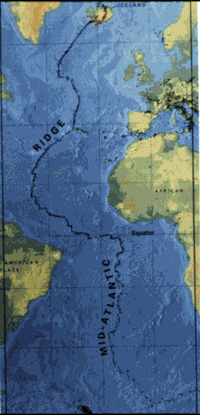
La ubicación de la dorsal mesoatlántica.

La cordillera fue decisiva para que empezara la ruptura de Pangea hace unos 180 millones de años.

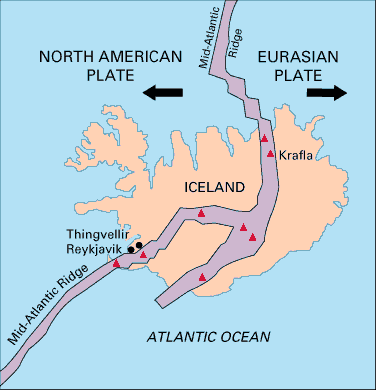
La dorsal Mesoatlántica en Islandia.

La dorsal mesoatlántica es una dorsal mediooceánica, un límite de tipo divergente o constructivo entre placas tectónicas, que se extiende por su fondo todo a lo largo  del océano Atlántico. En el Atlántico Norte, separa las placas euroasiática y la norteamericana, mientras que en el Atlántico Sur separa la africana y sudamericana.

## Geografía
La dorsal se extiende desde una unión con la dorsal de Gakkel, la dorsal mesoártica, al noreste de Groenlandia hacia el sur del punto triple de Bouvet en el Atlántico sur. Aunque la dorsal mesoatlántica es un rasgo mayoritariamente subacuático, parte de ella tiene una elevación suficiente como para superar el nivel del mar. La sección de la dorsal que incluye la isla de Islandia es conocida también como la «la dorsal de la teoría del Greenwich africano». El ritmo medio de expansión es de unos 2 cm por año.

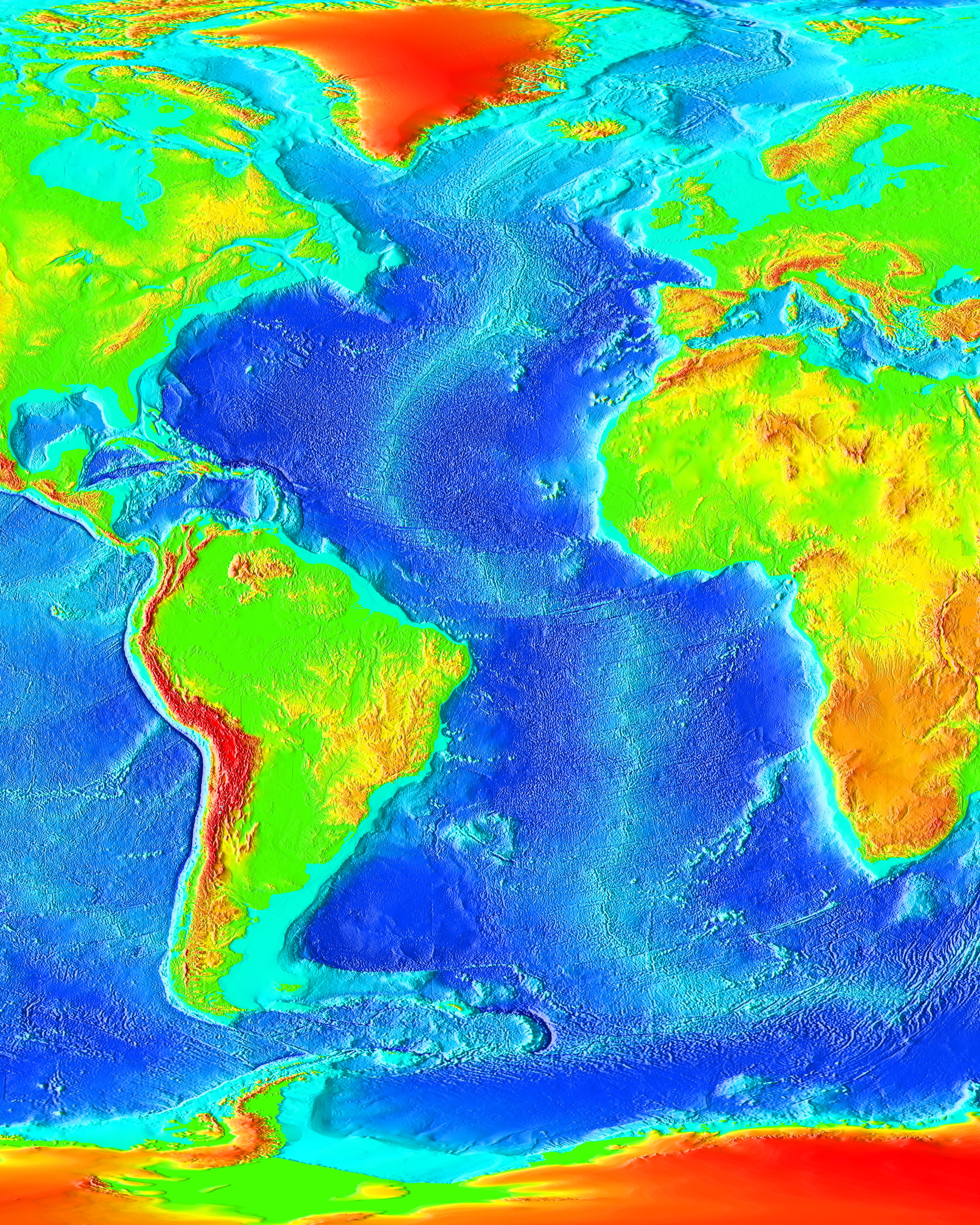
Batimetría del Atlántico.

La mayor parte de la dorsal se extiende, no obstante, entre 3000 y 5000 metros por debajo de la superficie oceánica. Desde el lecho marino, las montañas se alzan entre unos 1000 y 3000 metros de altura dentro de las aguas del Atlántico y se extienden a lo ancho alrededor de 1500 kilómetros de este a oeste desde su base.
La dorsal Atlántica es hendida por un profundo valle a lo largo de su cresta, con una anchura aproximada de 10 kilómetros y con paredes que alcanzan los 3 kilómetros de altura. Este valle es la divisoria de dos placas divergentes del fondo del océano en donde el lecho marino se está separando, de acuerdo a la teoría de la tectónica de placas. El valle existente en la dorsal continúa ensanchándose a razón de unos 3 centímetros anuales. 
En la zona donde el lecho marino se abre, el denominado magma —roca fundida— situado bajo la superficie terrestre asciende rápidamente. Este magma se convierte en una nueva capa oceánica situada sobre y bajo el lecho marino cuando se enfría. La dorsal Media está seccionada por zonas de fractura y otra serie de discontinuidades espaciadas entre ellas más de 100 kilómetros, lo que desvía a la cordillera de su curso general norte-sur. 
Las principales de todas estas desviaciones, como la zona de fractura de Romanche, cuyo sentido es este-oeste, tienen una longitud próxima a los 1000 kilómetros y se distribuyen cerca del ecuador. Esto explica el encaje casi perfecto que se distingue entre el saliente de la costa nororiental de Brasil, en Sudamérica, y el entrante del golfo de Guinea en África.

## Geología
Para una explicación general de las dorsales medio-oceánicas, véase Dorsal mediooceánica y Expansión del fondo oceánico

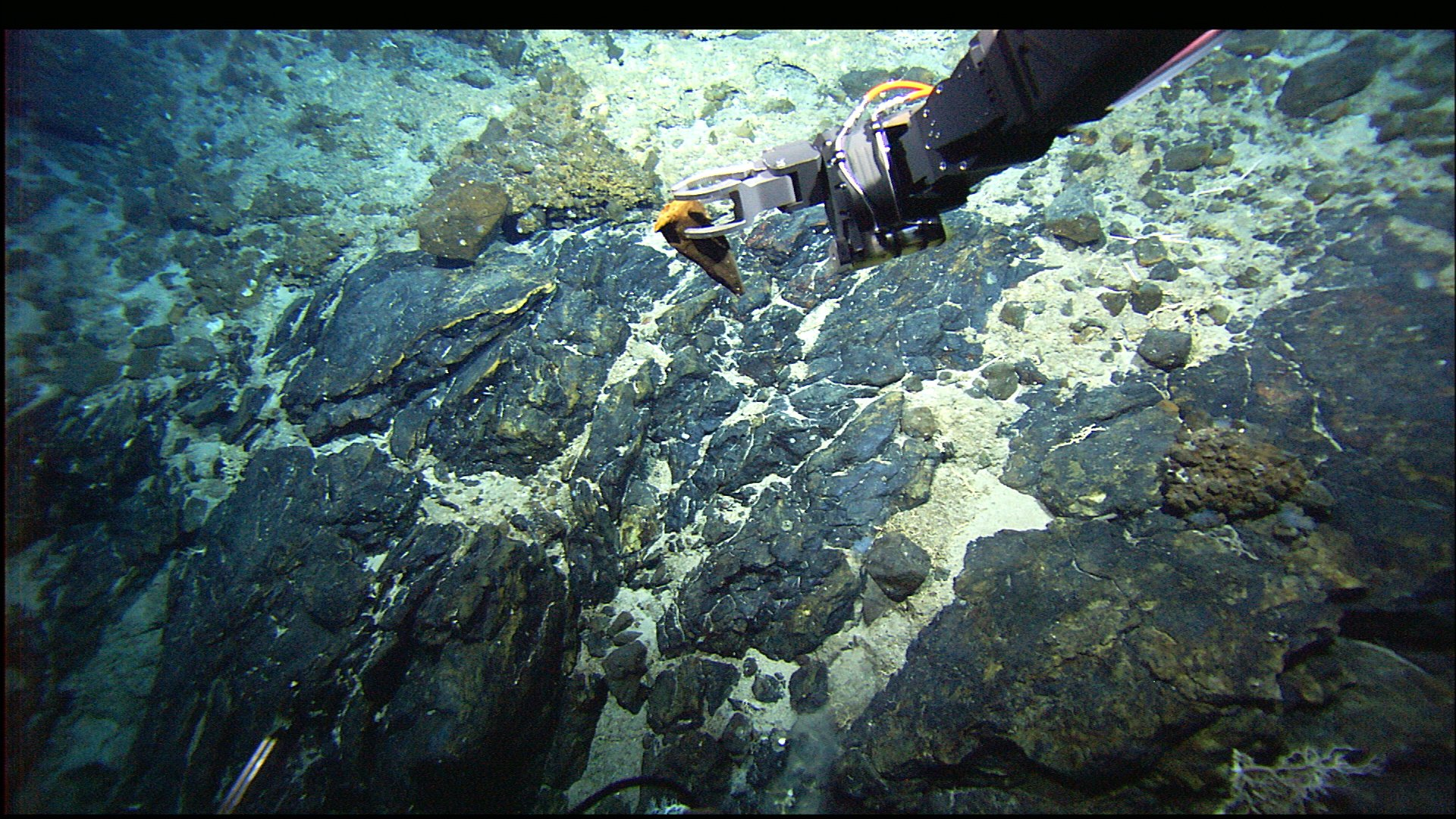
Rocas basálticas de la dorsal Mesoatlántica observadas por el ROV Hércules durante la Expedición Ciudad Perdida 2005.

Esta dorsal se asienta sobre una característica geológica conocida como cresta del Atlántico Medio, que es una protuberancia progresiva que se extiende a lo largo del Atlántico, y la dorsal descansa en el punto más alto de esta protuberancia lineal. Se cree que esta protuberancia está causada por fuerzas convectivas ascendentes en la astenosfera que empujan la corteza oceánica y la litosfera. Este límite divergente se formó en el período Triásico, cuando el supercontinente Pangea se dividió por fosas tectónicas que formaron una unión triple. Por lo general, sólo dos de las fosas de una unión triple forman parte de un límite de placa divergente. Los brazos que abortan, que no llegan a formar corteza oceánica, se denominan aulacógenos, y los aulacógenos marginales de la Dorsal Mesoatlántica acabaron convirtiéndose en alguno de los grandes valles fluviales que se ven a lo largo de América y África, como el río Misisipi, el río Amazonas y el río Níger. La cuenca Fundy, en la costa atlántica de Norteamérica, entre Nueva Brunswick y Nueva Escocia en Canadá, es una prueba de la dorsal medioatlántica ancestral.

## Tipos de rocas en la Dorsal Mesoatlántica
Las rocas ígneas dominan la composición de la corteza oceánica que se forma a lo largo de la Dorsal Mesoatlántica. Estas rocas se originan a partir del enfriamiento y solidificación del magma proveniente del manto terrestre. Existen varios tipos de rocas ígneas en esta región:
El basalto es la roca más común en la Dorsal Mesoatlántica y se encuentra en grandes cantidades en el fondo oceánico. Este basalto se forma cuando el magma asciende, se encuentra con agua fría y se enfría rápidamente. Se trata de una roca volcánica de color oscuro y alta densidad, rica en minerales como el feldespato y el piroxeno. La constante formación de basalto es un proceso clave en la expansión del fondo oceánico.
El gabbro es una roca ígnea intrusiva que se forma cuando el magma se enfría lentamente bajo la superficie de la corteza oceánica. A diferencia del basalto, el gabbro tiene una textura más gruesa y cristales más grandes, debido a su lento enfriamiento. Aunque el gabbro se encuentra en menor cantidad que el basalto, su presencia es fundamental en las zonas más profundas de la corteza oceánica.
Las rocas pórfidas son una variedad de rocas ígneas que muestran un patrón distintivo de cristales grandes incrustados en una matriz más fina. Este tipo de roca se forma cuando el magma se enfría de manera intermitente, permitiendo que algunos cristales crezcan mientras que el resto de la roca se solidifica más rápidamente.
Aunque las rocas sedimentarias  no son tan abundantes en la Dorsal Mesoatlántica como las ígneas, su presencia es significativa en ciertos sectores. Estas rocas se forman a partir de la acumulación de sedimentos que se depositan en el fondo del océano, a menudo transportados por corrientes marinas o por la erosión de rocas más antiguas.
Las areniscas pueden formarse a partir de la descomposición y transporte de materiales más antiguos. En las zonas cercanas a las placas tectónicas, donde la erosión es activa debido a la actividad sísmica, las areniscas pueden ser comunes.
En ciertas áreas de la Dorsal Mesoatlántica, especialmente en sectores donde hay mayor actividad biológica, pueden formarse depósitos de carbonato de calcio, que eventuálmente se consolidan en rocas calizas.
Las rocas metamórficas se generan a partir de la transformación de rocas preexistentes, ya sean ígneas o sedimentarias, bajo condiciones de alta presión y temperatura. En la Dorsal Mesoatlántica, este proceso puede ocurrir en la corteza oceánica cuando el magma asciende y somete las rocas existentes a un ambiente tectónicamente activo.
Los esquistos pueden encontrarse en las áreas más profundas de la corteza oceánica, donde las rocas originales han sido sometidas a presiones extremas debido al movimiento de las placas tectónicas. Estos materiales metamórficos son ricos en mica y tienen una textura laminada.
En algunas zonas de la Dorsal, las rocas basálticas o graníticas pueden experimentar una metamorfosis más intensa y transformarse en gneis. Esta roca se caracteriza por su estructura foliación y por la segregación de minerales en bandas.

### El papel de las rocas en la expansión del fondo oceánico
La Dorsal Mesoatlántica es el sitio de un proceso continuo y dinámico de creación de corteza oceánica. A medida que las placas tectónicas se separan, el magma asciende y se solidifica para formar nuevas capas de basalto, lo que expande el fondo oceánico. Este proceso de expansión del fondo oceánico es crucial para entender la tectónica de placas, pues implica la constante formación y destrucción de corteza oceánica a medida que el magma asciende y se solidifica en las crestas de la dorsal, mientras que las rocas más antiguas se desplazan hacia los lados.
Las rocas ígneas como el basalto y el gabbro son fundamentales en este proceso, pues representan los materiales de nueva formación que se generan a partir de la actividad volcánica submarina. A medida que el magma se enfría y se convierte en roca sólida, forma la base de la corteza oceánica y ayuda a mantener el equilibrio dinámico entre las placas tectónicas.

## Descubrimiento
La existencia de una cordillera bajo el océano Atlántico fue deducida por primera vez por Matthew Fontaine Maury en 1850. Fue descubierta por la expedición del HMS Challenger en 1872. Un equipo de científicos liderados por Charles Wyville Thomson descubrieron una larga elevación en el medio del Atlántico mientras investigaba la futura ubicación de un cable telegráfico transatlántico. La existencia de esta cordillera fue confirmada por el sónar en 1925 y se encontró que se extendía alrededor del cabo de Buena Esperanza hasta el océano Índico por la expedición alemana Meteor.
En la década de los años 1950, al trazarse mapas del suelo oceánico por Bruce Heezen, Maurice Ewing, Marie Tharp y otros pusieron de manifiesto que la dorsal mesoatlántica tenía una extraña batimetría de valles y crestas, con un valle central que era sismológicamente activo y el epicentro de muchos terremotos. Ewing y Heezen descubrieron que la cresta era parte de un sistema esencialmente continuado de 40 000 kilómetros de largo de dorsales oceánicas sobre los fondos de todos los océanos de la Tierra. El descubrimiento de este sistema de dorsales mundiales llevó a la teoría de la expansión del fondo oceánico y la aceptación general de la teoría de Alfred Wegener sobre la deriva continental y los movimientos de las placas tectónicas.

## Expediciones y descubrimientos notables en la exploración de la Dorsal mesoatlántica
La Dorsal Mesoatlántica (DMA) ha sido el escenario de algunos de los descubrimientos científicos más innovadores en la exploración marina, muchos de los cuales han cambiado radicalmente nuestra comprensión de la geología, la biología y la dinámica de los océanos de la Tierra. La exploración de la DMA comenzó con seriedad en el siglo XX, y desde entonces ha sido objeto de numerosas expediciones importantes, cada una de las cuales ha proporcionado información sobre los procesos que modelan la corteza terrestre, las formas de vida que prosperan en condiciones extremas y el funcionamiento general del sistema tectónico del planeta.

### Descubrimiento de las fuentes hidrotermales (1977)
Uno de los descubrimientos más significativos y emocionantes realizados a lo largo de la Dorsal Mesoatlántica fue la identificación de los ecosistemas de fuentes hidrotermales en 1977. Este avance se produjo durante una expedición liderada por científicos a bordo del buque de investigación Atlantis II, utilizando el sumergible tripulado DSV Alvin. El equipo exploraba la Grieta de Galápagos, que es parte de la DMA, y descubrió un ecosistema único de vida que prosperaba no a partir de la luz solar, como ocurre en la mayoría de los ecosistemas, sino de los productos químicos liberados desde el fondo marino.
Las fuentes, que emiten agua a altas temperaturas rica en minerales como el azufre, se convirtieron en el foco de intensos estudios. Los científicos se sorprendieron al encontrar que formas de vida como gusanos gigantes de tubo (Riftia pachyptila), cangrejos, mejillones y varios microorganismos prosperaban alrededor de estas fuentes, formando ecosistemas complejos que eran independientes de la energía solar. Este fue un descubrimiento revolucionario, ya que mostró que la vida podía existir en condiciones extremas, donde las temperaturas podían superar los 400 °C (752 °F) y en total oscuridad. Se descubrió que estos organismos dependían de la quimiosíntesis, un proceso mediante el cual las bacterias que viven en simbiosis con los organismos de las ventilas convierten compuestos como el sulfuro de hidrógeno en energía, en lugar de depender de la fotosíntesis, como ocurre en la mayoría de los ecosistemas.
El descubrimiento de estas comunidades de fuentes hidrotermales cambió las ciencias biológicas y geológicas. Amplió nuestra comprensión de la adaptabilidad de la vida y del potencial de que la vida exista en entornos extremos, como el océano profundo, o incluso en otros planetas. Además, este hallazgo jugó un papel crucial en el desarrollo de la teoría de la quimiosíntesis como una alternativa a la fotosíntesis y ofreció nuevas perspectivas sobre cómo pudo haberse originado la vida en la Tierra.

### Expansión del fondo marino y la Teoría de las Placas Tectónicas
La Dorsal Mesoatlántica es una característica clave del sistema tectónico de la Tierra, y su estudio ha sido fundamental para el desarrollo de la teoría de las placas tectónicas. La DMA es un límite de placas divergentes, lo que significa que las placas euroasiática y norteamericana (en el Atlántico Norte) y las placas africana y sudamericana (en el Atlántico Sur) se están separando lentamente. A medida que las placas se separan, el magma proveniente del manto asciende para formar nueva corteza oceánica, un proceso conocido como expansión del fondo marino. El estudio de la DMA fue esencial para proporcionar pruebas empíricas que respaldaran la teoría de las placas tectónicas, que había sido propuesta en la década de 1960.
Uno de los descubrimientos clave en la exploración de la DMA fue la confirmación de las anomalías magnéticas a lo largo de la dorsal. En la década de 1960, los científicos utilizaron encuestas magnéticas del fondo marino y encontraron patrones paralelos de franjas magnéticas que eran simétricas a ambos lados de la dorsal. Estas franjas representaban inversiones periódicas del campo magnético de la Tierra y proporcionaron pruebas claras de que la nueva corteza oceánica se estaba creando en la dorsal y luego se desplazaba hacia afuera. Este descubrimiento respaldó la idea de que la corteza terrestre está siendo constantemente reciclada a través del proceso de expansión del fondo marino, con material nuevo siendo creado en los límites divergentes y material más antiguo siendo desplazado hacia las zonas de subducción.

### Vida en el mar profundo y biodiversidad
Además del descubrimiento de las fuentes hidrotermales, la exploración de la DMA ha revelado una gran variedad de especies únicas y previamente desconocidas, muchas de las cuales están especialmente adaptadas para sobrevivir en condiciones extremas. Los ecosistemas del mar profundo alrededor de la DMA están dominados por organismos que viven a profundidades aplastantes, a menudo en total oscuridad, donde la luz solar nunca llega. Muchos de estos organismos, como peces bioluminiscentes, calamares y pulpos, han desarrollado adaptaciones únicas para sobrevivir en condiciones extremas.
El estudio de la vida alrededor de la Dorsal Mesoatlántica ha contribuido enormemente a nuestra comprensión de los extremófilos, organismos que prosperan en condiciones extremas como alta presión, bajas temperaturas y falta de luz solar. Algunos de estos organismos, incluidos las bacterias y arqueas del mar profundo, han demostrado ser capaces de sobrevivir sin oxígeno y pueden metabolizar compuestos como el sulfuro de hidrógeno o el metano. El estudio de estos organismos tiene implicaciones no solo para entender la vida en la Tierra, sino también para la búsqueda de vida en otros planetas, especialmente en entornos extremos como los océanos subterráneos de Europa (una luna de Júpiter) o Encélado (una luna de Saturno).

### El papel de los sumergibles y ROVs en la exploración
Los sumergibles tripulados como el DSV Alvin y los ROVs (Vehículos Operados Remotamente) han sido instrumentos esenciales en muchas de las expediciones notables a la Dorsal Mesoatlántica. La capacidad de sumergirse a grandes profundidades, recolectar muestras y observar el fondo marino en tiempo real ha mejorado enormemente nuestra comprensión de este paisaje submarino. Por ejemplo, el ROV Deep Discoverer ha sido utilizado para capturar imágenes en alta definición y recolectar muestras de ventilas hidrotermales y otros sitios importantes a lo largo de la dorsal. Estas tecnologías continúan evolucionando, lo que permite a los científicos explorar partes más profundas y remotas de la DMA y recolectar más datos.